# 快傑五人組
『快傑五人組』（かいけつごにんぐみ、原題：The Mighty Heroes) はテリー・トゥーンズが制作したアメリカ合衆国のテレビアニメである 。元は1966年の放送で、『マイティ・マウス』2本と3本立てで放送された（第2本のみ本作）。日本では1973年10月1日から同年同月22日まで日本テレビの再放送枠『おーい!まんがだヨー』で、同枠初作品にである2本立てアニメ枠『ずっこけマンガ大作戦』の第1部として放送された。

## あらすじ
5人のスーパーヒーローチームが犯罪と戦う。敵はドリフター、ジャンカー、フロッグ、モンスタライザー、トイマン、ショッカー、シュリンカー、スケアクロウがいる。

## キャラクター
ジェットマン(Strong Man)
声：ハーシェル・バーナーディ
メカニックのスーパーヒーロー。五人組一のパワーファイターで、パンチやキックなどの格闘技で戦う。普段はガソリンスタンドの店員だが、出動のサインが入ると作業着を脱いでヒーローになる。
ツナキチ (Rope Man)
声：リオネル・ウィルソン
ロープ人のスーパーヒーロー。体がロープで出来ており、いくらでも伸ばして敵を絡めたり、ロープを投げ縄にして投げつける事も出来る。普段は水兵で、とある海岸のドックで働いている。
ツムジカゼ (Tornado Man)
声：ハーシェル・バーナーディ
竜巻のスーパーヒーロー。体を高速回転して空を飛んだり、敵の攻撃を弾き返す。頭が良く、何事にも慌てない。普段は気象予報士だが、知らせが入ると回転してヒーローに変身する。そしてもう一回回転し空を飛んで出動する。
トリゴロー (Cuckoo Man)
声：リオネル・ウィルソン
鳥人のスーパーヒーロー。腕を鳥の様に羽ばたき、「ポッポーポッポー」（原典では「クックークックー」）と言いながら飛ぶ。慌て者でいつも仲間の足を引っ張ってばかりいる。普段は小鳥屋の主人で、知らせが入ると店の鳩時計に入って変身する。
チビタイショー(Diaper Man)
声：ハーシェル・バーナーディ
幼児のスーパーヒーロー。五人組最年少だがリーダーで、力も強い。哺乳瓶を携帯しており、口の部分を伸ばして敵を絡めたり、瓶を棍棒の様に振り回して攻撃する。哺乳瓶の中には牛乳が入っており、これを飲んで力をつける（他の4人が飲んでも効き目がある）。幼児なので表向きの仕事が無く、いつも家のベッドで寝ているが、知らせが入るとシーツを背中に着けてマントにして飛ぶ。

## ストーリーの展開
毎回、次の様な展開で話が進む。
1. 様々な場所（主に アメリカ合衆国）で、悪人による様々な事件が起こる。
2. 空に星条旗を模した「快傑五人組の出動サイン」が現れ、それを目撃した5人はヒーローに変身して出動する。
3. 悪人を見つけて戦うも、最初はぶつかったりなどと失敗が続く（この時「ごめんよ～○○」と言うのが定番）が、やがて悪人を追い詰め、最後は捕獲して事件解決。
4. 事件が解決後、まずチビタイショー・ジェットマン・ツムジカゼ・ツナキチが飛びながら（チビタイショー）「さあ行こうぜ」（他の3人）「イーヤッホー!!」と言いながら空を飛ぶ、その後少し遅れてトリゴローが「ポッポーポッポー…あれ?おーい、待ってよー!!」[4]と言いながら4人を追いかけて終わる。

## エピソードリスト
1 ：The Plastic Blaster
2： The Frog 
3 ：The Junker
4： The Shrinker
5 ：The Ghost Monster
6： The Stretcher
7： The Monsterizer
8： The Drifter
9 ：The Shocker
10 ：The Enlarger
11 ：The Toy Man
12 ：The Dusters
13 ：The Big Freeze 
14 ：The Timekeeper
15： The Scarecrow 
16 ：The Time Eraser 
17 ：The Return of Monsterizer 
18 ：The Paper Monster
19 ：The Raven
20 ：The Bigger Digger
21 ：The Proton Pulsator 

## その後
五人組はその後、1987年に放送された『マイティ』の新作『マイティ・マウス・ザ・ニュー・アドベンチャーズ』（第1シリーズ）第13回Aパートにも登場、五人組は「MAN,MAN MAN,MAN & MAN CERTIFIED MIGHTY ACCOUNTING」という名の「便利屋」を経営しているが、すっかり高齢になり、ジェットマンはスキンヘッド、トリゴローは髭面、ツムジカゼは近眼となっている。そして数字が失踪した事件を追ってやって来たマイティと出会い共闘した。